# Peucedanum venetum
Peucedanum venetum es una especie de planta herbácea  perteneciente a la familia Apiaceae. 

## Descripción
Es una planta perenne. Con rizoma grueso. Cepa generalmente ramificada, con restos fibrosos. Tallo de 40-180 cm de altura, cilíndrico, fistuloso, estriado longitudinalmente, rojizo, con las ramificaciones medias alternas y las superiores verticiladas. Hojas basales de hasta de 30-38 × 15-20 cm, (2)3(4) pinnatisectas, con 3-4 pares de segmentos que forman respecto al raquis ángulo de 30°-40°, con limbo más de 2 veces más largo que ancho, de contorno romboidal, con divisiones de último orden c. 3 × 1,5 cm, ± triangular-ovadas, cuneadas en la base, pinnatipartidas, de borde hendido, con lóbulos de 2-3 mm de anchura, apiculados, y margen revoluto, muy finamente denticulado, nervios centrales de los lóbulos ligeramente escábridos por el envés, nervadura bien manifiesta; hojas medias y superiores 1-2 pinnatisectas, de limbo tan largo como el pecíolo, este bruscamente ensanchado en vaina en el 1/3 basal. Las inflorescencias en umbelas con (10)13-18(20) radios de 12-20 mm, subiguales, glabros, lisos o con dentículos dispersos; las terminales casi siempre verticiladas en grupos de 3-5. Brácteas generalmente 4-6, de 2-6 mm, con estrecho margen blanquecino. Umbélulas con 15-25 flores, con radios de 2-3,5 mm. Bractéolas 5-7, linear- lanceoladas. Cáliz con dientes c. 0,4 × 0,3 mm, triangulares. Pétalos c. 0,6- 1 mm, de contorno oval, blanquecinos o rosáceos. Estilopodio deprimido; estilos purpúreos, divergentes, progresivamente estrechados hacia el ápice y rematados en estigma corto, algo más grueso que el estilo. Frutos 3,6-6 × 4-5 mm, de contorno ± circular o anchamente elíptico; mericarpo con las costillas apenas perceptibles; ala estrecha, de 0,4-1 mm de anchura.basales hasta de 30-38 × 15-20 cm, (2)3(4) pinnatisectas, con 3-4 pares de segmentos que forman respecto al raquis ángulo de 30°-40°, con limbo más de 2 veces más largo que ancho, de contorno romboidal, con divisiones de último orden c. 3 × 1,5 cm, ± triangular-ovadas, cuneadas en la base, pinnatipartidas, de borde hendido, con lóbulos de 2-3 mm de anchura, apiculados, y margen revoluto, muy finamente denticulado, nervios centrales de los lóbulos ligeramente escábridos por el envés, nervadura bien manifiesta; hojas medias y superiores 1-2 pinnatisectas, de limbo tan largo como el pecíolo, éste bruscamente ensanchado en vaina en el 1/3 basal. Umbelas con (10)13-18(20) radios de 12-20 mm, subiguales, glabros, lisos o con dentículos dispersos; las terminales casi siempre verticiladas en grupos de 3-5. Brácteas generalmente 4-6, de 2-6 mm, con estrecho margen blanquecino. Umbélulas con 15-25 flores, con radios de 2-3,5 mm. Bractéolas 5-7, linear- lanceoladas. Cáliz con dientes c. 0,4 × 0,3 mm, triangulares. Pétalos c. 0,6- 1 mm, de contorno oval, blanquecinos o rosáceos. Estilopodio deprimido; estilos purpúreos, divergentes, progresivamente estrechados hacia el ápice y rematados en estigma corto, algo más grueso que el estilo. Frutos 3,6-6 × 4-5 mm, de contorno ± circular o anchamente elíptico; mericarpo con las costillas apenas perceptibles; ala estrecha, de 0,4-1 mm de anchura.

## Distribución y hábitat
Se encuentra en orlas de robledal, en suelos calizos; a una altitud de 0-300 metros desde el sur de los Alpes, Apeninos y península ibérica.

## Taxonomía
Peucedanum venetum fue descrita por   Wilhelm Daniel Joseph Koch y publicado en Synopsis Florae Germanicae et Helveticae 305. 1835.
Sinonimia
- Angelica veneta (Spreng.) M.Hiroe
- Selinum venetum Spreng.
- Angelica veneta (Spreng.) M. Hiroe
- Peucedanum alsaticum subsp. venetum (Spreng.) Rouy & E.G. Camus in Rouy & Foucaud
- Pteroselinum alsaticum var. venetum (Spreng.) Rchb.
- Xanthoselinum alsaticum subsp. venetum (Spreng.) Reduron, Charpin & Pimenov[4]